# Sandwedge
Sandwedge (SW) är en golfklubba som företrädesvis används för slag ur bunkrar.
Klubban har det kortaste skaftet och bredaste undersidan av alla järnklubbor. Undersidan av klubbladet är något vinklad (eng. bounce) vilket gör att, när det träffar sanden, skär inte bladet lodrät neråt. I stället går klubbladet, efter att ha träffat underlaget, någon centimeter under sandytan och förbi bollen.
Tanken med en sandwedge är att träffa sanden någon eller ett par centimeter före bollen och få sanden att lyfta bollen mot, i de flesta fall, greenen. Därför är det viktigt att slaget slås igenom ordentligt. Om slaget avbryts när klubbladet är under bollen kommer inte bollen att flyga.
Loftet på sandwedgen brukar vara mellan 54 och 56 graders vinkel.
Bouncen på sandwedgen gör den olämplig att använda från kortklippt gräs eftersom klubban lätt studsar på underlaget och man toppar bollen. I de situationerna används istället lobwedge eller pitching wedge.
Sandwedgen uppfanns av golfspelaren Gene Sarazen på 1930-talet.